# 圖阿普謝
44°06′N 39°04′E / 44.100°N 39.067°E
圖阿普謝（俄語：Туапсе，羅馬化：Ṫuapsă [tʷʼapsə]；意即「兩處水域」）是俄羅斯克拉斯諾達爾邊疆區的一個城市，位於黑海岸上。2002年人口64,238人。
1838年開埠，1916年設市。為格羅茲尼-圖阿普謝輸油管的終點。

## 友好城市
- 法國 阿让

## 著名人物
- 弗拉基米爾·鮑里索維奇·克拉姆尼克，西洋象棋棋王（2000-2007）
- 納塔麗·格列波娃，2005年環球小姐